# Вебербауэроцереус
Вебербауэроцереус (лат. Weberbauerocereus) — род распространённых в Перу и на севере Чили колонновидных или кустовидных суккулентов из семейства Кактусовые (Cactaceae). Согласно современным представлениям о систематике этого семейства род входит в трибу Трихоцереусовые (Trichocereeae) подсемейства Кактусовые (Cactoideae).
Род был описан в 1942 году известнейшим специалистом по кактусам Куртом Бакебергом. Научное название новому роду он дал в честь немецкого (прусского) биолога Августа Вебербауэра (1871—1948), занимавшегося изучением природы перуанских Анд.

## Биологическое описание

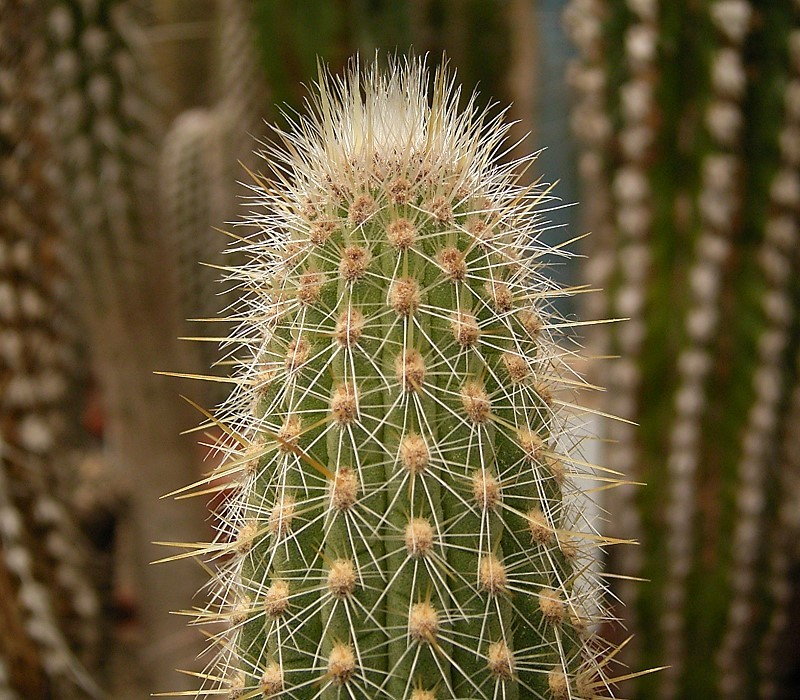
Weberbauerocereus longicomus, верхняя часть стебля

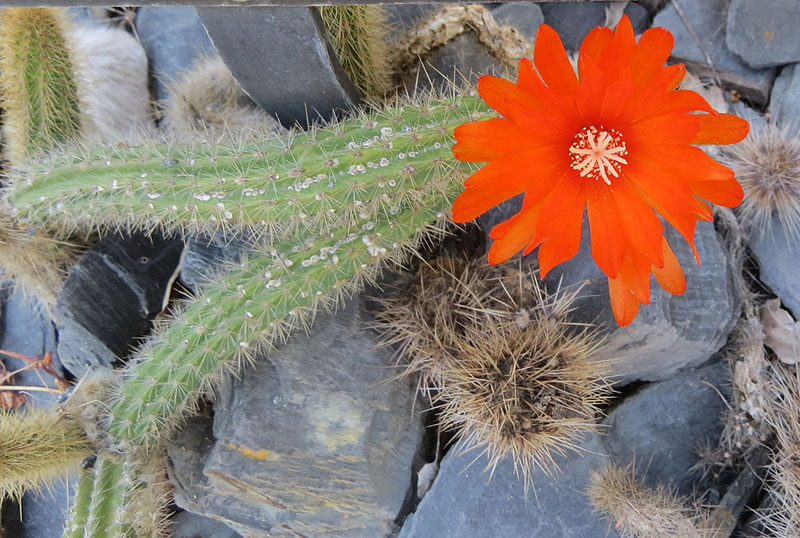
Цветущий Weberbauerocereus rauhii

Большинство видов рода Вебербауэроцереус представляют собой кустарниковые растения, ветвящиеся или от основания стебля, или немного выше. Иногда ветвления не наблюдается. Стебли растений могут быть как прямостоячими, так и изогнутыми.
Ареолы опушённые, нередко с большим числом колючек. Цвет колючек — от белого до желтоватого.
Цветки относительно мелкие, не более 25 мм в диаметре, их форма близка к колоколообразной; окраска венчика — беловатая, коричневая или красновато-розовая. Цветки открыты, как правило, в ночное время. Цветочная трубка плотная, покрыта чешуёй и трихомами (волосками).
Плоды — шарообразные ягоды диаметром от 3 до 5 мм, окраска которых может варьироваться от зелёно-фиолетовой до оранжево-жёлтой; покрыты волосками; мякоть плодов белая. семена чёрные, блестящие.

## Культивирование
Некоторые виды, особенно Weberbauerocereus johnsonii и Weberbauerocereus longicomus, — популярные комнатные растения.
Агротехника
При выращивании в условиях комнатной культуры растения лучше всего растут в условиях яркого освещения, допустимы прямые солнечные лучи. Оптимальная температура зимнего содержания — от +10 до +12 °C.
Полив в летний период — регулярный умеренный, в зимний — нерегулярный, очень небольшой.

## Виды

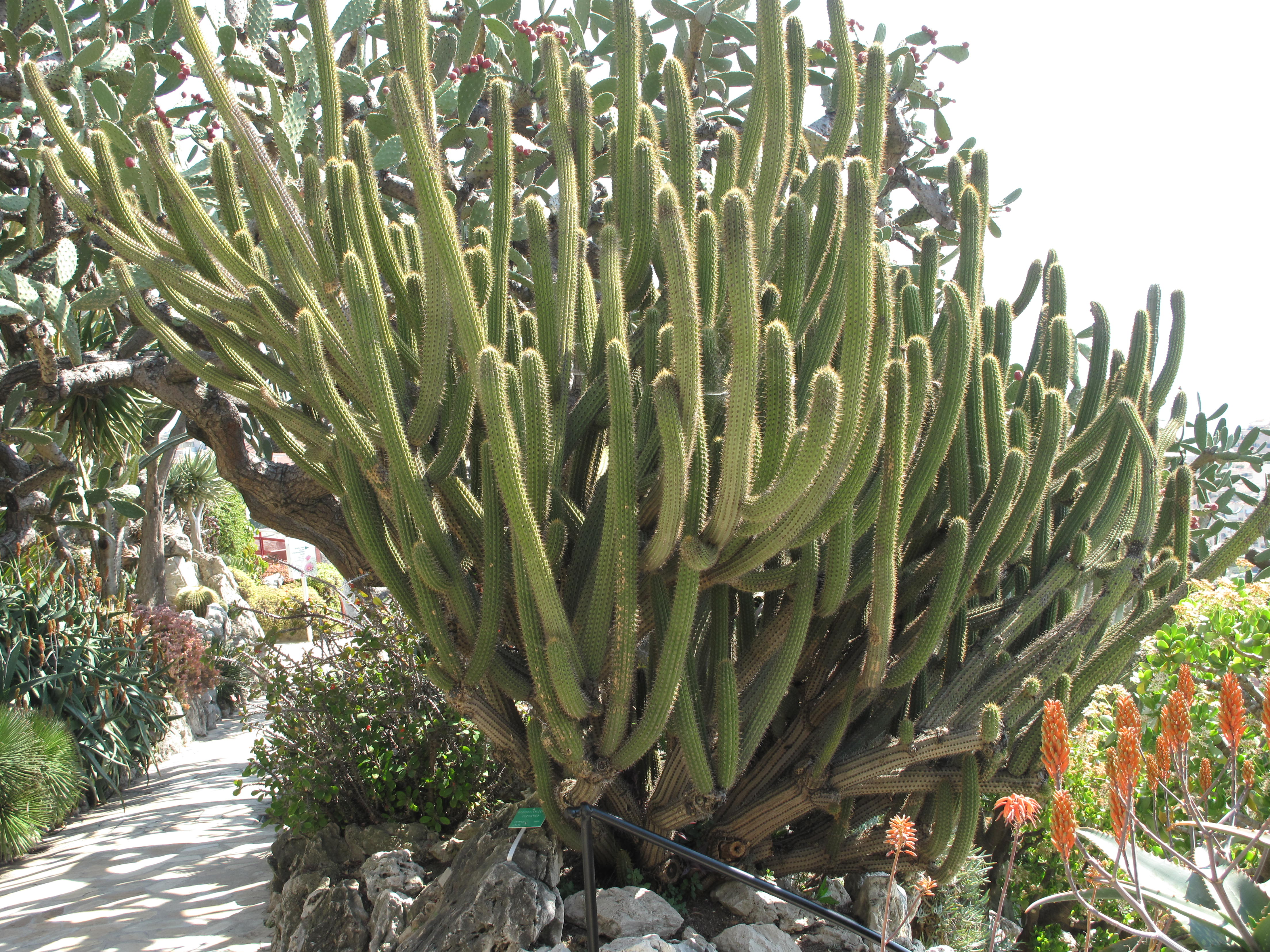
Weberbauerocereus cuzcoensis в ботаническом саду Экзотический сад (Jardin exotique de Monaco), Монако. Справа от вебербауэроцереуса видны цветущие книпхофии

По информации базы данных The Plant List, род включает 9 видов:
- Weberbauerocereus churinensis F.Ritter
- Weberbauerocereus cuzcoensis Knize
- Weberbauerocereus johnsonii F.Ritter
- Weberbauerocereus longicomus F.Ritter
- Weberbauerocereus madidiensis Quispe & A. Fuentes
- Weberbauerocereus rauhii Backeb. — Вебербауэроцереус Рауха
- Weberbauerocereus torataensis F.Ritter
- Weberbauerocereus weberbaueri (K.Schum. ex Vaupel) Backeb. typus — Вебербауэроцереус Вебербауэра
- Weberbauerocereus winterianus F.Ritter